# Boh prostyt'
Boh prostyt' (ukrajinsky Бог Простить) je ukrajinský krátký film režiséra Hovhannese Chačatrjana.

## Děj

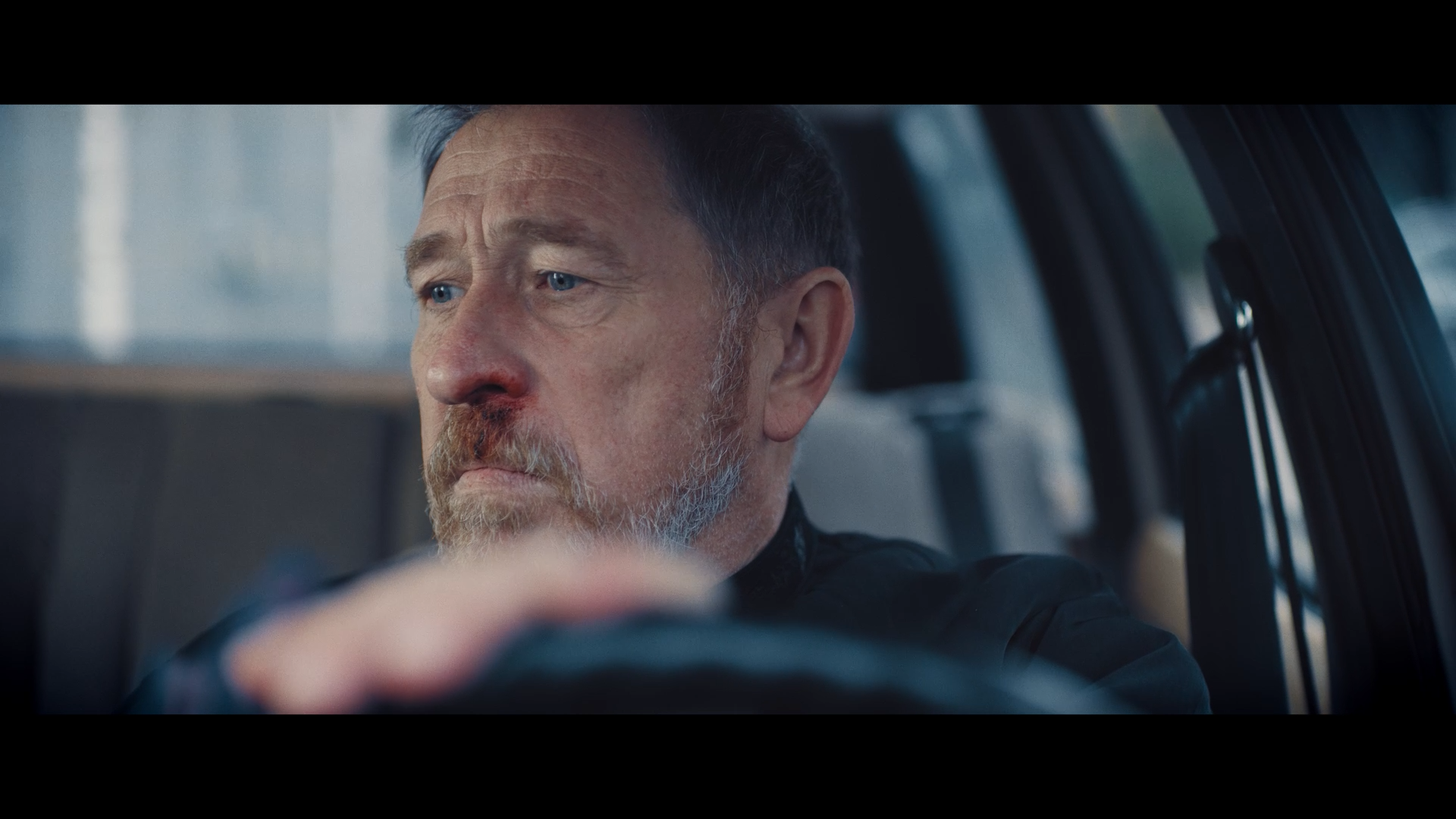
Viktor Ždanov - kaplan. Záběr z filmu.

Státní agentura Ukrajiny pro otázky filmu představuje následující portrét filmového díla: „Ukrajinský kněz-kaplan, odvážně se snažící uniknout ze šedé oblasti, narazí na zdevastovaný konvoj separatistů. Zde se setká se smrtelně zraněným žoldákem a ocitne se před nepříjemným dilematem – poskytnout pomoc, nebo pokračovat v úprku. Náhle však neúmyslně vstoupí na protipěchotní minu.“
Dne 9. července 2020 byl krátký film s názvem „Boh prostyt'“ oceněn jako jeden z vítězů 13. pitchingové soutěže Státního filmového centra Ukrajiny a získal finanční podporu v důsledku hlasování Státní rady pro podporu kinematografie. Tento film byl také zařazen mezi šest nejzajímavějších projektů hraných krátkých debutů 13. pitchingové soutěže Státního filmového centra Ukrajiny.
Dne 8. listopadu 2020 proběhla slavnostní vyhlášení v uměleckém centru Oděské filmové studia, kde byl scénář filmu „Boh prostyt'“ oceněn druhým místem a získal finanční podporu pro tento filmový projekt.
Hlavní roli ve filmu ztvárnil Viktor Ždanov, který hrál i v dalších ukrajinských filmech a seriálech, včetně „Kyborgů“, „Ex“, „Vulkanu“, „Zachara Berkuta“ a mnoha dalších.

Film natáčela společnost TUARON za pomoci ukrajinské Národní gardy, která poskytla vybavení a personál. Film produkovali Mila Andriiash, Olga Klimenko a švédský filmový producent Anton Sova.
Film odhaluje akutní problém zaminovaných oblastí a byl promítán na mezinárodních filmových festivalech ve Španělsku, na Ukrajině, v Německu, v USA a ve Švédsku.

## Obsazení
- Viktor Ždanov – kaplan
- Sergej Šadrin (1980–2021)[18] – separatista
- Tamara Morozova – matka
- Daniel Braga – syn

## Výroba
- Jak dlouho trvalo najít financování – 1 rok[4]
- Jak dlouho trvala příprava – 1,5 měsíce
- Kolik dní trvalo natáčení filmu – 4 dny
- Jak dlouho trval střih – 1 měsíc

## Ocenění
2021 18. mezinárodní filmový festival v Kyjevě "Kinolitopys" - Nejlepší fotografie v krátkém filmu. Fotografický režisér: Artem Kozyrev.
2023 26. Mezinárodní festival filmu, televize a rozhlasu pro děti a mládež "Zlaté kuře" - nejlepší celovečerní krátký film.
2023 Ukrajinský filmový festival snů - nejlepší krátký film.
2023 Direct Monthly Online Film Festival (DMOFF) - Nejlepší ukrajinský režisér. Režisérka: Milada Šimková, režisérka: Kateřina Šimková: Hovhannes Khachatryan.
2023 Dresden Cinema Awards - Nejlepší producent: Mila Andriiash, Olga Klimenko, Anton Sova.
2023 Mezinárodní námořní filmový festival - Nejlepší mezinárodní krátký film a Nejlepší producent: Mila Andriiash, Olga Klimenko, Anton Sova.